# The Devil's Rock
The Devil's Rock es una película neozelandesa de terror de 2011 dirigida por Paul Campion, escrita por el mismo Campion, Paul Finch y Brett Ihaka, y protagonizada por Craig Hall, Matthew Sunderland, Gina Varela y Karlos Drinkwater. Su acción está localizada en las Islas del Canal en la víspera del Día D y cuenta la historia de dos comandos de Nueva Zelanda que descubren un plan secreto nazi para liberar a un demonio para así ganar la Segunda Guerra Mundial. La película combina elementos de las películas de guerra y de las películas de terror sobrenatural.

## Reparto
- Craig Hall como el capitán Ben Grogan.
- Matthew Sunderland como el coronel Klaus Meyer.
- Gina Varela como Helena, o el demonio.
- Karlos Drinkwater como el sargento Joe Tane.
- Luke Hawker como el soldado Muller.
- Jonathan King como un alemán suicida.
- Hadyn Green como un alemán muerto.
- Jessica Grace Smith como Nicole.
- Geraldine Brophy como la voz del demonio.

## Lanzamiento
La película fue lanzada en veintiún cines de Nueva Zelanda el 22 de septiembre de 2011 y fue lanzado en DVD y Blu-ray en diciembre de 2011. Entertainment One compró los derechos para Norteamérica en el Festival de Cannes de 2011.